# Samsung DeX

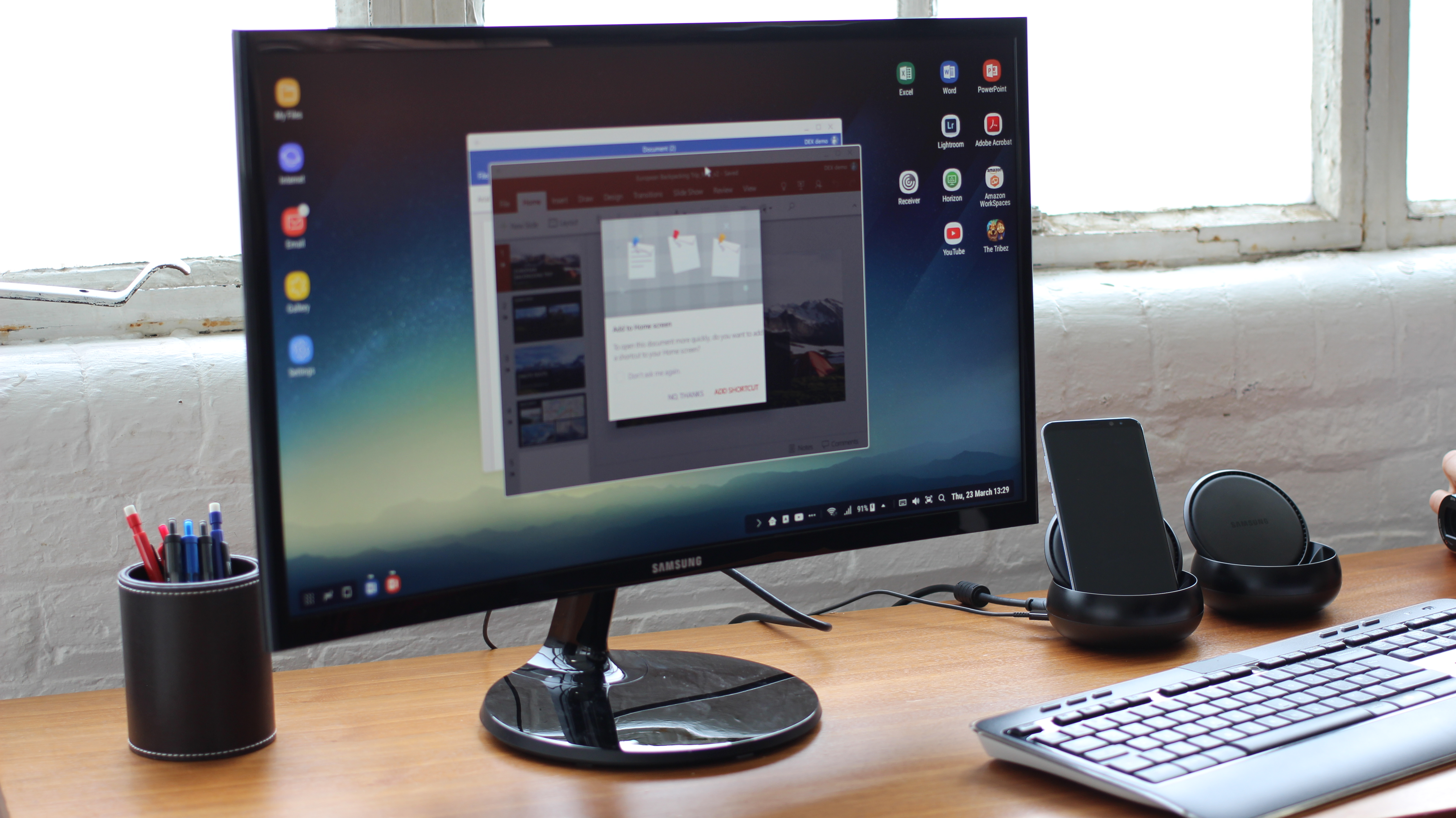
Un Galaxy S8 sur une station d'accueil DeX.

Samsung DeX, parfois appelée mode DeX, est une fonctionnalité présente sur certains appareils Samsung Galaxy. Elle permet d'afficher l'interface One UI des appareils mobiles sur un écran d'ordinateur, d'adapter l'interface à la manière de celle d'un ordinateur de bureau, et de connecter un clavier et une souris pour améliorer la productivité,. Le nom DeX est une contraction de Desktop eXperience, littéralement « expérience de bureau ».
La fonction DeX est présente sur les smartphones des gammes Galaxy S et Galaxy Note depuis 2017 – le premier smartphone équipé étant le Galaxy S8. Elle est incluse dans les appareils haut de gamme de la série Galaxy A depuis le Galaxy A90 5G, ainsi que sur les tablettes Galaxy Tab S depuis la Galaxy Tab S4.